# 高严
高严（1942年12月19日—），原名高庆林，吉林省榆树市五棵树镇广隆村靠山屯人，中国共产党第十四、十五届中央委员会委员，原国家电力公司党组书记兼总经理、吉林省人民政府省长、中共云南省委书记。2002年外逃澳大利亚，是迄今为止中国大陆外逃海外最高級別的贪官。

## 简历
1959年考入长春电力学校热力系统自动化专业。1962年毕业后供职于吉林热电厂锅炉分厂。1965年任分厂团委书记。1969年任化学分厂党支部书记。1974年升任厂革委会副主任。1975年8月任吉林省电力工业局副局长，负责基建。任内担任了吉林热电厂六期扩建工程总指挥、通辽发电总厂一期工程总指挥。后任吉林省电力工业局局长。1988年，升任吉林省副省长。1992年，升任吉林省省长。1995年6月，改任中共云南省委书记。1997年8月，任中华人民共和国电力工业部副部长、党组书记，兼国家电力公司副总经理、党组书记。1998年，升任国家电力公司总经理、党组书记。2002年被查处，当年9月外逃澳大利亚。2003年11月26日，高严因严重违法违纪被开除党籍、开除公职。2014年10月20日消息称，澳大利亚已经同意帮助中国引渡外逃澳大利亚的贪污官员，这些官员在澳的非法资产也将被查封。中澳将在几周之内展开没收贪污官员财产的首次行动。原云南省委书记高严将是此次行动的一个关键目标。从高严出逃到锁定目标，已有12年。

## 与李鹏家族的关系
高严曾是前国务院总理李鹏的爱将，其由李鹏一手提拔至国家电力公司任职。而李鹏之子李小鹏也曾是高严的副手，担任过国家电力公司副总经理。香港《亚洲财经》经多方查证，李鹏之女李小琳亦曾是高严的助手。

## 传闻
中国大陆曾有消息称高严为原中央人民政府副主席高岗之子，后据香港文汇报披露，高岗七个子女，并无一人叫高严，高严与高岗不存在亲缘关系。